# Jennifer Fox
Jennifer Fox é uma produtora cinematográfica norte-americana. Como reconhecimento, foi nomeada ao Oscar 2008 na categoria de Melhor Filme por Michael Clayton.